# Nové Ransko
Nové Ransko (německy Neu Ransko) je vesnice, část města Ždírce nad Doubravou. Nachází se asi 1 km jihozápadně od Ždírce. V roce 2015 zde bylo evidováno 59 adres. K roku 2001 zde žilo 109 obyvatel.
Nové Ransko leží v katastrálním území Ždírec nad Doubravou o výměře 4,24 km2.

## Historie
První písemná zmínka o vsi pochází z roku 1491.
| Rok            | 1869 | 1880 | 1890 | 1900 | 1910 | 1921 | 1930 | 1950 | 1961 | 1970 | 1980 | 1991 | 2001 | 2009 |
| -------------- | ---- | ---- | ---- | ---- | ---- | ---- | ---- | ---- | ---- | ---- | ---- | ---- | ---- | ---- |
| Počet obyvatel | -    | -    | -    | -    | -    | -    | -    | -    | 192  | 183  | 140  | 112  | 109  | 110  |

## Doprava
Vsí prochází silnice I/34 z Havlíčkova Brodu do Hlinska.

## Průmysl
- Slévárna a modelárna Nové Ransko